# Fernando de Herrera
Fernando de Herrera (Sevilla, 1534 körül – Sevilla, 1597) spanyol költő és történetiró, akit El Divino ("az isteni") jelzővel illettek.

## Életútja, művei
Lelkész volt és az egyik legnagyobb spanyol lírikus, az ún. sevillai iskola alapítója. Kitűnően ismerte a latin, a görög és a héber nyelvet. Sok verset írt Milán Eleonorához (Gelvez grófnő), aki Álvaro de Portugal y Colón gróf hitvese volt. A grófnőnek tetszettek versei, de szerelmét nem viszonozta. 
Lírai öröksége dalokat (canzone), ódákat és elégiákat tartalmaz, köztük a lepantói csatát megéneklő А la victoria de Lepanto és a I. Sebestyén portugál király halálára írt A la perdida del rey Don Sebastian című költemények. Nemes pátosz és szónokias tűz jellemzi ódáit, gyengédség és szépség eklogáit. Verseinek nagy része azonban halála után elégett; egy részüket Obras en verso (Sevilla, 1582) címmel ő maga, illetve megmentett műveit később (egy másik megmentett részüket) Francisco Pacheco nevű festő barátja adta ki: Versos de Fernando de Herrera (Sevilla, 1619).
Nagyszabású poémái megsemmisültek, köztük Claudius Claudianus Gigantomachiajának mintájára írt epikus költeménye, a Guerra de las Gigantas, akárcsak kiadatlan eklogái. A lepantói csatáról írt történeti műve: Relación de la guerra de Chipre y suceso de la batalla naval de Lepanto (Sevilla, 1572). Kiadta és magyarázatokkal látta el Garcilaso de la Vega költeményeit: Obras de Garci Lasso de la Vega con anotaciones de Fernando de Herrera (Sevilla, 1580).